# Nikolaus von Jeroschin
Nikolaus von Jeroschin fue un cronista alemán de los caballeros teutónicos de Prusia en el siglo XIV.

## Biografía
Nikolaus era capellán del Gran Maestre de la Orden Teutónica. En 1328, tradujo la Vita Sancti Adalberti de Johannes Canaparius al alto alemán medio. Entre 1331 y 1335, hizo lo mismo con Chronicon terrae Prussiae de Peter von Dusburg para el gran maestre Luther von Braunschweig, traduciendo 27.737 versos.
Su obra Die Kronike von Pruzinlant (La crónica de la tierra prusiana) estaba dedicada al santo patrón de los caballeros teutónicos, la Virgen María, y amplió el trabajo sobre una obra previa de Peter von Dusburg. La crónica es más apasionada que Chronicon terrae Prussiae; más tarde fue completada por Wigand de Marburgo.